# Club Baloncesto Axarquía
O Club Baloncesto Axarquía também conhecido por Clinicas Rincón Axarquía por motivos de patrocinadores é um clube profissional de basquetebol situado na cidade de Veléz-Málaga, Andaluzia, Espanha que disputa a Primeira Divisão Nacional.
A equipe do CB Axarquía tem sido nos últimos anos a equipe reserva do Unicaja Málaga.

## Temporada por Temporada
| Temporada | Nível | Divisão    | Pos. | Pós Temporada     | RS    | PO  |
| --------- | ----- | ---------- | ---- | ----------------- | ----- | --- |
| 2002–03   | 4     | Liga EBA   | 13   | –                 | 14–16 | –   |
| 2003–04   | 4     | Liga EBA   | 3    | Oitavas de Finais | 19–11 | 0–2 |
| 2004–05   | 4     | Liga EBA   | 4    | –                 | 20–10 | –   |
| 2005–06   | 3     | LEB 2      | 12   | –                 | 12–18 | –   |
| 2006–07   | 3     | LEB 2      | 14   | –                 | 14–20 | –   |
| 2007–08   | 3     | LEB 2      | 4    | Semifinalista     | 24–10 | 2–2 |
| 2008–09   | 2     | LEB 2      | 7    | Quartas de Finais | 19–15 | 0–2 |
| 2009–10   | 2     | LEB Oro    | 14   | –                 | 13–21 | –   |
| 2010–11   | 2     | LEB Oro    | 14   | –                 | 12–22 | –   |
| 2011–12   | 2     | LEB Ouro   | 17   | Rebaixado         | 7–27  | 0–3 |
| 2012–13   | 3     | LEB 2      | 3    | Finalista         | 12–8  | 6–5 |
| 2013–14   | 2     | LEB Ouro   | 9    | Quartas de Finais | 11–15 | 0–2 |
| 2014–15   | 2     | LEB Ouro   | 14   | -                 | 9-19  | -   |
| 2015-16   | 3     | LEB Prata  | 9    |                   |       |     |
| 2016-17   | 5     | 1ª divisão |      |                   |       |     |
| 2017-18   | 5     | 1ª divisão |      |                   |       |     |

## Uniforme
| Casa | Visitante |

## Jogadores notáveis
- Álex Abrines
- Ricardo Guillén
- Ognjen Kuzmić
- Nedžad Sinanović
- Vítor Faverani
- Paulão Prestes
- Domantas Sabonis